# Победоносцев, Юрий Александрович
Ю́рий Алекса́ндрович Победоно́сцев (1907—1973) — советский учёный, конструктор ракетной техники, лауреат Сталинской премии (1941), заслуженный деятель науки и техники РСФСР (1967), доктор технических наук (1949), профессор (1938).

## Биография

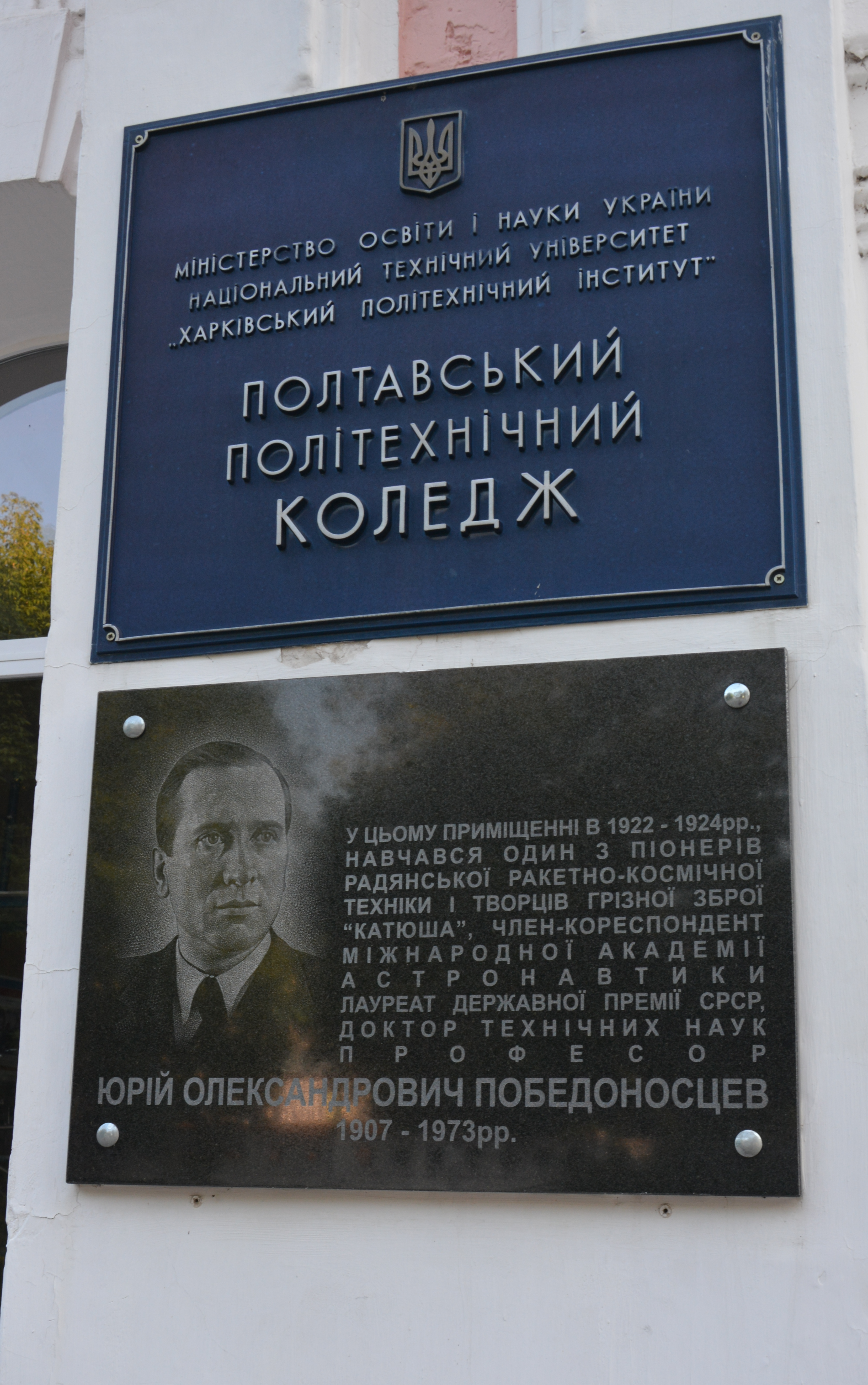
Мемориальная доска

### Ранние годы
Родился 7 (20) февраля 1907 года в Москве. Трудовую деятельность начал в марте 1921 года рабочим совхоза железнодорожного общества потребителей на станции Копачи ныне Херсонской области. В июне-сентябре 1923 года работал в Полтаве подручным механиком по сборке автомашин, слесарем авторемонтных мастерских; в июне-сентябре 1924 года — дежурным по дизелю на электростанции в Полтаве. Одновременно учился и в июне 1924 года окончил химико-механическое отделение Полтавской индустриально-технической профсоюзной школы по специальности рабочий высокой квалификации.
С марта 1925 года в ЦАГИ: чертежником-конструктором, с 1927 года -механиком-лаборантом полетов, с 1929 года — инженером, с 1930 года — старшим инженером. Одновременно учился: в 1926 году поступил на аэромеханический факультет Московского высшего технического училища им. Н. Э. Баумана, с которого в 1928 года был переведен на самолётостроительный факультет Московского авиационного института.

### Научная работа
В 1932 года совместно с Ф. А. Цандером, С. П. Королёвым и М. К. Тихонравовым участвовал в создании Московской группы изучения реактивного движения (ГИРД). С ноября 1933 года по февраль 1935 года проходил службу в Московской Пролетарской стрелковой дивизии с откомандированием для работы по специальности в Реактивном НИИ. С ноября 1933 года — в РНИИ (НИИ-3) в Москве и в эвакуации (г. Свердловск): начальником отдела, начальником лаборатории, помощником главного инженера, начальником филиала. Одновременно по совместительству вел педагогическую работу: в феврале-июне 1932 года — на кафедре аэродинамики МГУ им. М. В. Ломоносова. С октября 1939 года по сентябрь 1941 года — профессор Военно-воздушной инженерной академии им. Н. Е. Жуковского. В январе 1940 года — октябре 1941 года руководил дипломным проектированием в МВТУ им. Н. Э. Баумана и в МАИ. В октябре 1941 года руководил эвакуацией РНИИ вместо сбежавшего Костикова во время паники. В январе 1941 - декабре 1949 года по совместительству работал в МВТУ им. Н. Э. Баумана (профессор и заведующий кафедрой). В 1945—1946 гг. был откомандирован в Германию (Гамбург) для изучения ракетной техники, являлся заместителем уполномоченного в Германии по реактивной технике. 
С августа 1946 года по декабрь 1949 года — главный инженер, заместитель директора НИИ-88 Министерства вооружения. В декабре 1949 года — ноябре 1956 года — заведующий кафедрой и проректор по научной работе Академии оборонной промышленности. Вел научную работу в ряде научно-исследовательских институтов.
Известен как специалист в области реактивной техники и реактивного вооружения. Автор около 100 печатных работ в научных трудах институтов и журналах, как отечественных, так и зарубежных. Имел 6 авторских свидетельств на изобретения. Являлся одним из инициаторов и руководителей организации реактивного дела в СССР. Заложил основы теории внутренней баллистики реактивных снарядов на бездымном порохе. Учёная степень доктора технических наук присуждена Победоносцеву по ходатайству академиков Н. Н. Семенова, Я. Б. Зельдовича и А. И. Лейпунского без защиты диссертации. Он руководил проектированием и созданием прямоточного воздушно-реактивного двигателя, провел его первые испытания в полете. Участвовал и в создании гвардейских минометов «Катюша». Разработанная и предложенная им характеристика условий заряжания ракетных двигателей твердого топлива известна в технической литературе как «критерий Победоносцева». Во время Великой Отечественной войны по заданиям правительства неоднократно выезжал на фронты, в действующую армию, внёс вклад в развитие ряда важных направлений развития специальной техники.
Действительный член Академии артиллерийских наук (20.09.1946), член-корреспондент Международной академии астронавтики (1968).
С ноября 1956 года по 1962 года — профессор на факультетах вооружения и самолётостроения МАИ. С 1962 года работал в промышленности: начальник проектно-конструкторского отдела НИИ-125 (с 1966 года — Научно-исследовательский химико-технологический институт) в поселке Дзержинского Люберецкого района Московской области. С 1962 года -профессор-совместитель кафедры летательных аппаратов МАИ. С августа 1969 года — персональный пенсионер союзного значения.

### Смерть
Юрий Александрович Победоносцев скоропостижно скончался 8 октября 1973 года в Баку, куда он приехал на Международную конференцию по астронавтике, где должен был выступить с докладом.
Он похоронен в Москве на Ваганьковском кладбище. В одной ограде с ним похоронен авиаконструктор В. С. Вахмистров, жена которого — Марина Александровна (в девичестве Победоносцева) — была родной сестрой Ю. А. Победоносцева.

## Награды и звания
- Орден Ленина (27 октября 1953)[5]
- Орден Отечественной войны I степени (18 ноября 1944)[6]
- Орден Красной Звезды (24 ноября 1942)[7]
- Орден «Знак Почёта» (28 июля 1966)[5]
- медали
- Сталинская премия II степени (14 марта 1941) — за изобретение по вооружению самолётов
- заслуженный деятель науки и техники РСФСР (1967)

## Интересные факты
Роль молодого Юрия Победоносцева сыграл актёр Сергей Ларин в фильме режиссёра Юрия Кары «Королёв» в 2007 году.